# Divemaster
Divemaster - Pierwszy zawodowy stopień nurkowy. Divemasterzy są najliczniejszą grupą w zawodowych strukturach. Stopień divemastera uprawnia do nurkowania na maksymalną głębokość 40 metrów, nadzorowania i prowadzenia samodzielne nurkowania dla certyfikowanych płetwonurków w warunkach zbliżonych do umiejętności posiadanych przez danego Lidera Nurkowego, asystowania aktywnemu instruktorowi SDI podczas kursów podobnych do umiejętności posiadanych przez danego Lidera Nurkowego. Ponadto daje możliwość przystąpienia do kursu instruktorskiego.

## Uprawnienia
Divemaster PADI uprawniony jest do:
- Samodzielnego kierowania studentami kursu Open Water Diver w czasie wycieczki w ramach nurkowań szkoleniowych kursu Open Water Diver od nr 2 do 5
- Towarzyszenia studentom kursu Open Water Diver przy pośrednim nadzorze Instruktora PADI

Przeprowadzania wszelkich następnych nurkowań dla studentów Introductory (Resort) Scuba, przy stosunku 2:1 (gdy pierwsze nurkowanie zostało zaliczone jako zadowalające przez Instruktora PADI), tak długo jak jesteś ubezpieczony.
- Przeprowadzania nurkowań PADI Discover Local Diving.
- Towarzyszenia kursantom podczas nurkowań Advanced Open Water oraz nurkowań szkoleniowych Speciality. Uwaga: wszelkiego typu szkolenie/ocena, która ma miejsce podczas tych nurkowań musi być prowadzona osobiście przez Instruktora PADI.
- Ogólnego nadzorowania zarówno szkolenia jak i zajęć pozaszkoleniowych (poprzez planowanie, organizowanie i kierowanie nurkowaniami).
- Pomocy instruktorowi PADI o uprawnieniach nauczycielskich w szkoleniu płetwonurków na wodzie otwartej.
- Pomocy instruktorowi PADI o uprawnieniach nauczycielskich w szkoleniu płetwonurków na wodzie zamkniętej.
- Samodzielnego prowadzenia kursu i certyfikacji PADI Skin Divers.

## Kurs

### Przebieg
Kurs składa się z 3 części:
- teoretyczna - nauka opiera się na lekturze Divemaster Manual (podręcznik), Podręcznika Nurkowania Rekreacyjnego oraz słuchaniu wykładów;
- praktyczna - odbywa się na wodach otwartych i zamkniętych, gdzie przeprowadzane są ćwiczenia z prowadzenia grupy pod wodą, mapowania dna, opanowywanie sytuacji awaryjnych oraz prowadzenia kursów;
- stażowa - odbywa się po zakończeniu części teoretycznej i praktycznej; polega na wykonywaniu obowiązków i zadań divemastera pod  okiem instruktora.

### Wymagania
Do rozpoczęcia kursu Divemastera należy:
- posiadać certyfikat  Advanced Open Water Diver
- posiadać certyfikat Ratownika Nurkowego - PADI Rescue Diver
- mieć odnotowane 60 nurkowań (40 w momencie rozpoczęcia kursu) w log booku
- W momencie rozpoczęcia kursu ukończone 18 lat.
- Brak przeciwwskazań zdrowotnych (potwierdzonych przez lekarza) i kondycyjnych.

Dodatkowo divemaster powinien posiadać już kompletny sprzęt nurkowy:
- "ABC" - płetwy, maskę, fajkę,
- butlę z automatem,
- kamizelkę ratunkowo-wypornościową,
- alternatywne źródło powietrza,
- manometr,
- system balastowy,
- skafander nurkowy,
- czasomierz, głębokościomierz, kompas,
- nóż,
- urządzenie sygnalizujące na wypadek awarii (np. gwizdek, rakieta świetlna).